# Josh Beckett
Joshua Patrick Beckett (Spring, Texas, 15 de maio de 1980) é um jogador americano de beisebol, atualmente no Los Angeles Dodgers. É arremessador titular destro.
Beckett iniciou sua carreira na Major League Baseball em 2001 pelo Florida Marlins. Alcançou status em 2003, quando foi o MVP no título da Série Mundial contra o New York Yankees, com dois grandes desempenhos em apenas três dias de descanso. Chegou ao Red Sox em 2006, numa troca que também envolveu o terceira-base Mike Lowell. Em Boston, foi peça-chave na conquista da Série Mundial de 2007, sendo o único arremessador das ligas maiores na temporada regular a vencer 20 jogos; teve atuação destacada na pós-temporada, em especial nas finais da Liga Americana contra o Cleveland Indians, onde foi o MVP, com 2 vitórias e ERA de 1,93. Perdeu o Prêmio Cy Young da AL para C.C. Sabathia — o qual havia derrotado duas vezes nos playoffs —, em votação que muitos consideraram injusta, ainda mais pela diferença de pontos entre ambos.

## Estatísticas
- 1x MVP da World Series (2003);
- 3× All-Star (2007, 2009, 2011)

- Vitórias-Derrotas: 132-95;
- Earned Run Average - ERA: 3.91;
- Strikeouts: 1,753.